# Шакшинский поссовет
Шакшинский поссовет, Шакшинский поселковый совет (в разные годы — Шакшинский сельсовет) — поселковый совет Уфимского района БАССР. Центр поссовета (сельсовета) — рабочий посёлок Шакша (прежнее название — посёлок станции Шакша). Основан в 1943 году (?), упразднен в 1980 году (в связи с вхождением центра поссовета в состав Уфы).

## История
В 1974—1977 гг. руководителем был Хамит Хабибович Аслямов (родился 14 февраля 1946) — директор, генеральный директор ФГУП «Башсортсемовощ» РБ (с 1990 г.)
Юридические вопросы, связанные с административной деятельностью поссовета, актуальны и в наши дни. В блоге Президента Республики Башкортостан Рустэма Хамитова был задан вопрос: «Во времена Шакшинского поселкового совета у нас были деревянные тротуары, ходили в туфельках, а сейчас их нет, а об асфальтированных дорогах и тротуарах мы только мечтаем».
Архив администрации Шакшинского поссовета хранится в Уфимском районном муниципальном архиве.

## Состав
На 1952 год в Шакшинском сельсовете с центром в посёлке станции Шакша находилось населённых пунктов. Среди них: сёла Базилёвка (сейчас Базилевка) (7 км до центра сельсовета) и Касимово (в 4 км.), посёлки Безбожник Протезного завода (оба — 0 км.), Кирпичного завода (1), Торфопредприятия, Моторной МТС (по 7 км.), Рождественский(8), деревни Грибовка, Кириллово (в 7 км.), Дорогино, Курочкино (5), Князево (2), ж/д будка (4).